# Fischers loofbuulbuul
Fischers loofbuulbuul (Phyllastrephus fischeri) is een zangvogel uit de familie Pycnonotidae (buulbuuls). Deze vogel is genoemd naar de Duitse ontdekkingsreiziger en natuuronderzoeker Gustav Fischer.

## Verspreiding en leefgebied
Deze soort komt voor van zuidelijk Somalië tot noordelijk Mozambique.

## Status
De grootte van de populatie is niet gekwantificeerd maar de soort wordt omschreven als algemeen tot zeer algemeen. Op de Rode lijst van de IUCN heeft deze soort de status niet bedreigd.